# Kanzel (Deining)

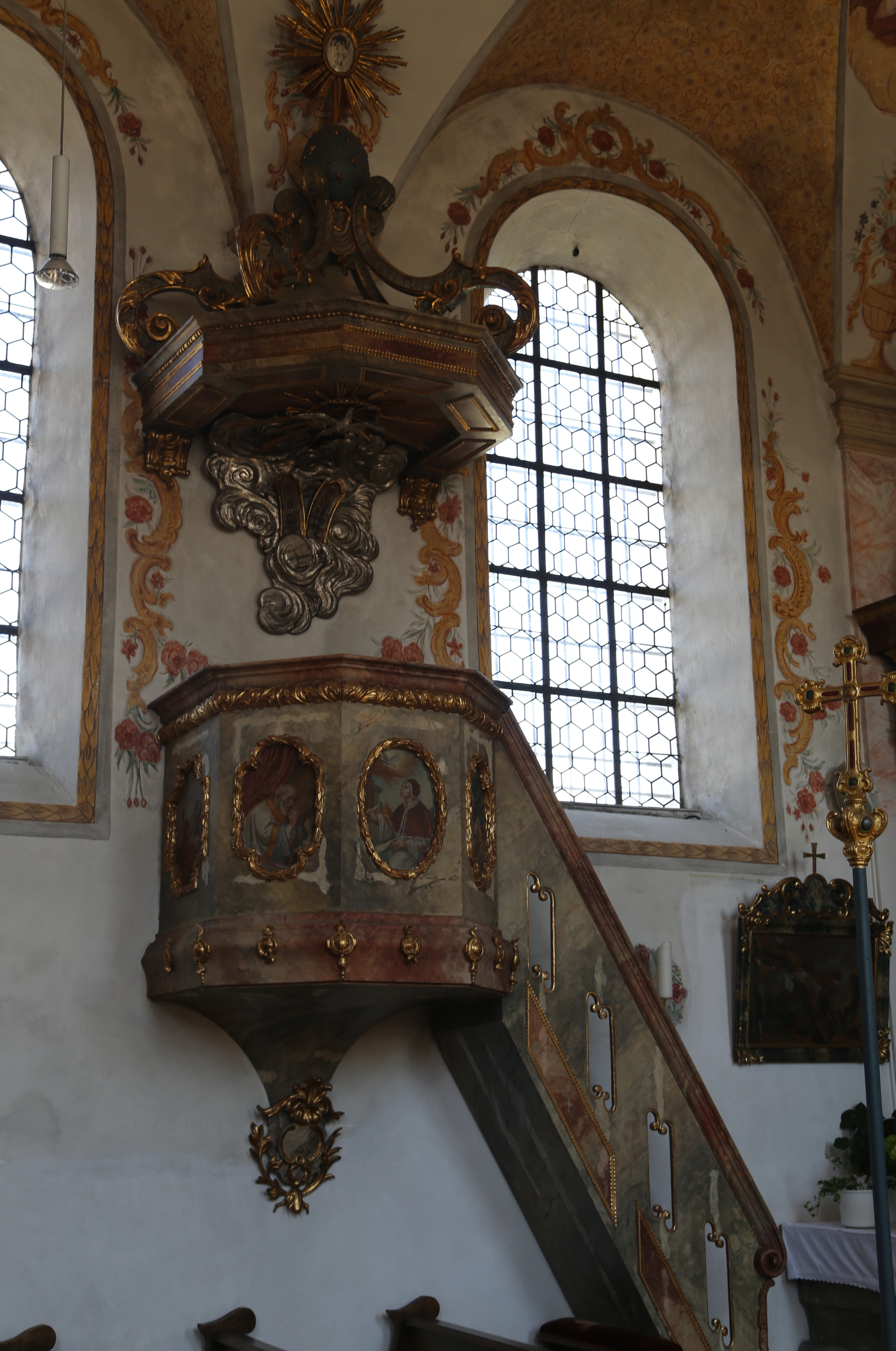
Kanzel in Deining

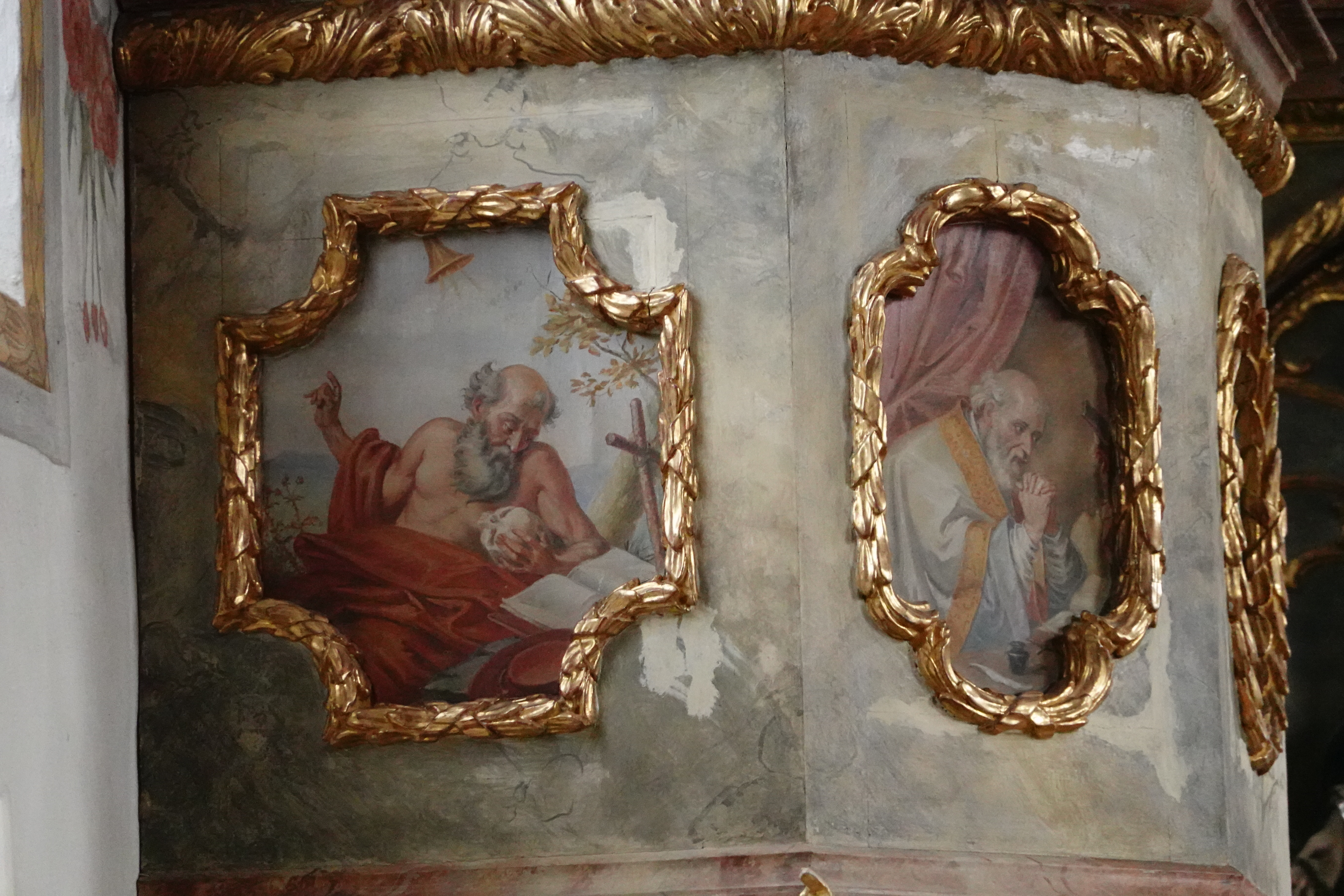
Kanzelkorb mit Kirchenvätern

Die Kanzel in der katholischen Pfarrkirche St. Nikolaus in Deining, einem Ortsteil der Gemeinde Egling im oberbayerischen Landkreis Bad Tölz-Wolfratshausen, wurde in der ersten Hälfte des 18. Jahrhunderts geschaffen. Die Kanzel ist ein Teil der als Baudenkmal geschützten Kirchenausstattung.
Die hölzerne Kanzel im Stil des Rokoko besitzt am Kanzelkorb Bilder der abendländischen Kirchenväter. Der sechseckige Schalldeckel mit Gesims wird vom Auge der Vorsehung bekrönt, an der Unterseite ist die Heiliggeisttaube zu sehen.
Auf der Rückwand befinden sich die Gesetzestafeln.